# Omesheh
Omesheh (persiska: امشه) är en ort i Iran.   Den ligger i provinsen Gilan, i den nordvästra delen av landet, 230 km nordväst om huvudstaden Teheran. Omesheh ligger 8 meter över havet och antalet invånare är 795.
Terrängen runt Omesheh är platt. Runt Omesheh är det ganska tätbefolkat, med 199 invånare per kvadratkilometer. Närmaste större samhälle är Rasht, 12,5 km väster om Omesheh. Trakten runt Omesheh består till största delen av jordbruksmark.